# Семестене
Семестене (итал. Semestene) је насеље у Италији у округу Сасари, региону Сардинија.
Према процени из 2011. у насељу је живело 227 становника. Насеље се налази на надморској висини од 397 м.

## Становништво
Према резултатима пописа становништва 2011. у општини је живело 171 становника.
| 1931. | 1936. | 1951. | 1961. | 1971. | 1981. | 1991. | 2001. | 2011. |
| ----- | ----- | ----- | ----- | ----- | ----- | ----- | ----- | ----- |
| 727   | 737   | 744   | 671   | 435   | 348   | 296   | 227   | 171   |